# Le Grand-Bornand

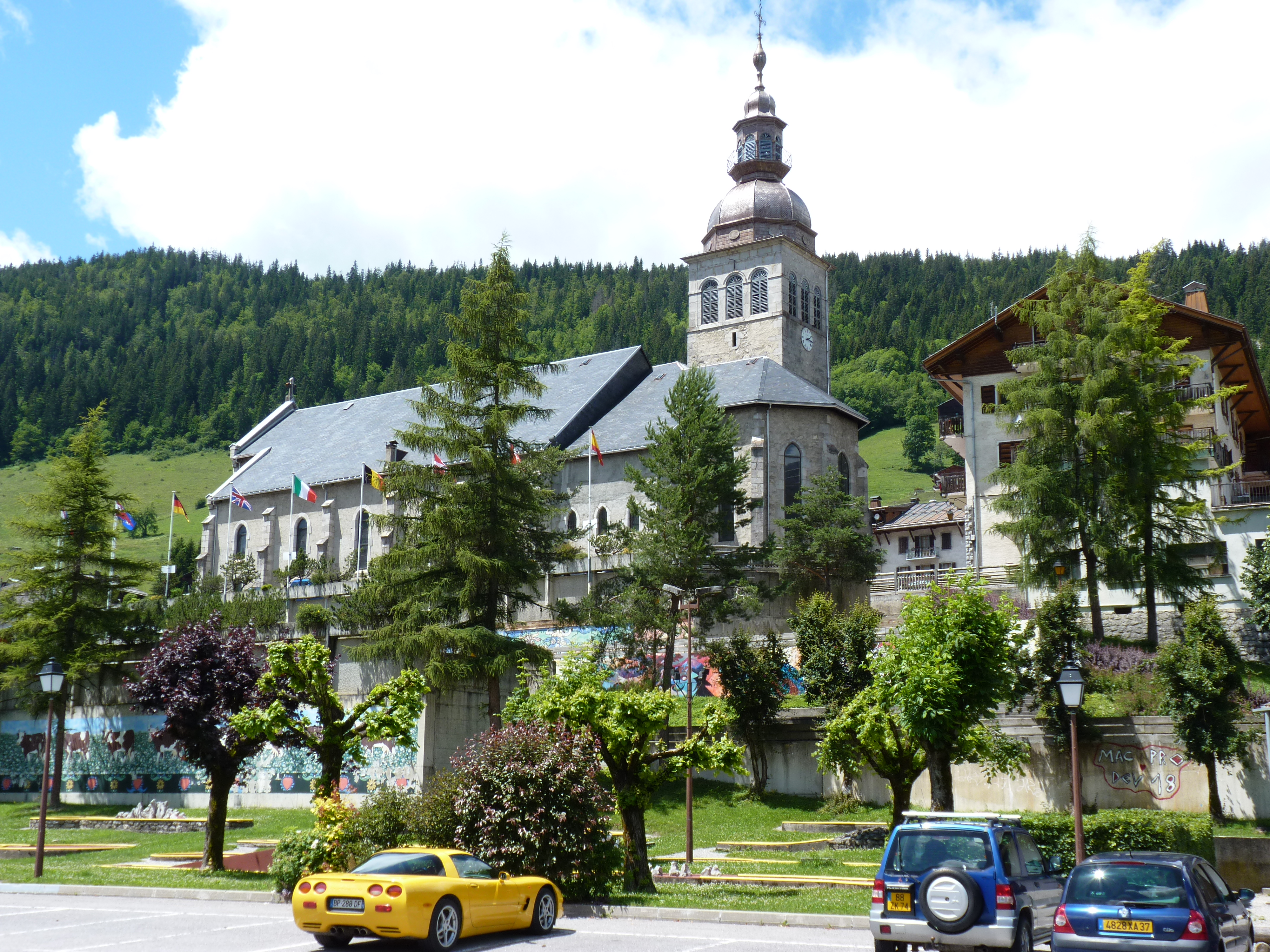
Kościół Matki Bożej Wniebowziętej (2011)

Le Grand-Bornand – miejscowość i gmina we Francji, w regionie Owernia-Rodan-Alpy, w departamencie Górna Sabaudia.
Według danych na rok 1990 gminę zamieszkiwało 1925 osób, a gęstość zaludnienia wynosiła 31 osób/km² (wśród 2880 gmin regionu Rodan-Alpy Le Grand-Bornand plasuje się na 453. miejscu pod względem liczby ludności, natomiast pod względem powierzchni na miejscu 44.). Francuski Ośrodek Biathlonu – odbywają się tu zawody pucharu świata w biathlonie.